# Анри Ебрехард
Мартен Анри́ Ебрехард (фр. Martin Henri Eberhardt; Riedisheim, 27. новембар 1913 — Бон, 4. јул 1976) бивши је француски спринт кајакаш, такмичио се за француску репрезентацију средином тридесетих година  до краја 1940-их прошлог века, сребрна и бронзана медаља са летњих олимпијских игара, сребрна медаља европског првенства, победник националних и међународних регата.

## Спортска биографија
Рођен је у Riedisheim департман Горња Рајна. У раном детињству почео се активно занимати за кајакаштво, обучавајући се у локалном спортском клубу Cheminot Mulhouse.
Први велики успех на вишем међународном нивоу постигао је 1934. када је као репрезентатицац Француске учествовао на Европском   првенству у Копенхагену, где је освојио сребрну медаљу у дисциплини склопиви кајак једносед Ф-1 на 10 000 метара. Победио га је Аустријанац Грегор Храдецки. Захваљујући низу успешних такмичења одлази на Летње олимпијске игре 1936. у Берлин, где се такмичио у две дисциплине. У кајаку једноседу на 1.000 метара у финалу завршио је као шести., а у склопивом кајаку једноседу на 10.000 м освојио је сребрну медаљу, изгубивши у финалу опет од аустријског кајакаша Грегора Храдецког.
Учествовао је и на 1. Светском првенству у кајаку и кануу на мирним водама 1938. у Шведском Ваксхолму. У дисциплини класични кајак К-1 на 1.000 м био је осми, а са склопивим кајакок Ф-1 на 10.000 м  пети.
Због избијања  Другог светског рата Еберхардова каријера је прекинута, али је касније вратио у главни део кајакашке репрезентације и Француска је наставила да учествује на великим међународним регатама. Имао је 34. гпдине када се квалификовао за одлазак на Летње олимпијске игре 1948. у Лондону, где је освојио бронзану медаљу у једноседима на хиљаду метара.Бољи од њега су били Швеђанин Герт Фредриксон и Данац Јохан Андерсен. Такође је учествовао у трци за 10.000 метара био је пети